# Escharella diaphana
Escharella diaphana är en mossdjursart som först beskrevs av William MacGillivray 1879.  Escharella diaphana ingår i släktet Escharella och familjen Romancheinidae. Inga underarter finns listade i Catalogue of Life.